# Дедовец (Бабаевский район)
Дедовец — деревня в Бабаевском районе Вологодской области.
Входит в состав Санинского сельского поселения, с точки зрения административно-территориального деления — в Санинский сельсовет.
Расстояние по автодороге до районного центра Бабаево составляет 28 км, до центра муниципального образования деревни Санинская — 2 км. Ближайшие населённые пункты — Амосово, Ладышкино, Санинская, Седуново, Тимохино, Шарапова Горка.
Население по данным переписи 2002 года — 4 человека.